# Coded Soul -受け継がれしイデア-
{{}出典の明記|date=2023年12月}}
『Coded Soul -受け継がれしイデア-』（コーデッドソウル うけつがれしイデア）は、2008年2月7日にソニー・コンピュータエンタテインメントから発売されたPlayStation Portable専用のゲームソフト。開発は株式会社ガイア。
女神転生シリーズの岡田耕始がプロデュースしたアクションRPGであり、近未来とイデアという異世界の二つを行き来する。PlayStation 3用ソフト『FolksSoul -失われた伝承-』と連動することで新規クエストが発生する。

## ストーリー
舞台は近未来。主人公ジェイは、「モノリスゲート」を唯一開くことのできる少年ゲイルによって連れ去られたメイを追って、異世界イデアへと向かった。

## 登場キャラクター
JAY（ジェイ）
声: 小杉十郎太
本作の主人公で、ゲイルの護衛役を務める退役軍人。メイに好意を寄せており、ゲイルによって連れ去られたメイを追って異世界イデアへと向かう。
GAIL（ゲイル）
声: 皆川純子
異世界「イデア」への扉である謎の石柱「モノリスゲート」を開くことの出来る唯一の人物。悲観的な性格でメイ以外には心を開かない。軍の銃弾に倒れたメイをイデアに連れ去る。
MAY（メイ）
声: 大原さやか
本作のヒロインで、ゲイルの看護役を務める女性。ゲイル事件で窮地に立たされたジェイをかばい軍の銃弾に倒れ、ゲイルによってイデアに連れ去られる。トロ・ステーションでは癒し系のお姉さんと評された。
FREEMAN（フリーマン）
声: 立木文彦
ジェイの上官で、軍人。
LISA（リサ）
声: 川澄綾子
メイの義理の妹で、モノリスゲート調査プロジェクトの中心人物。
ESTEL（エステル）
声: 釘宮理恵
メイに好意を寄せている同性愛者の少女。

## スタッフ
- クリエイティブプロデューサー：岡田耕始
- シナリオ：実弥島巧
- キャラクターデザイン：風間雷太
- サウンド：崎元仁